# Ringsted-Hallen
Ringsted-Hallen eller Ringstedhallerne er et kompleks af sportshaller i Ringsted i Danmark, der hovedsageligt bliver brugt til håndbold. Komplekset består af tre haller; A, B og C(også kaldet Unionshallen). Hal A, der blev bygget i 1997, har plads til ca. 1600 tilskuere og er hjemmebane for Håndboldliga-klubben TMS Ringsted. Komplekset blev i 2007 udvidet, da det blev bygget sammen med den nye Ringsted Svømmehal.

## Eksterne links
- Ringsted-Hallen Arkiveret 29. juni 2008 hos  Wayback Machine